# 개정역
개정역(Gaejeong station, 開井驛)은 대한민국 전라북도 군산시 개정동에 위치한 군산화물선의 역이었다.

## 역명 유래
개정이라는 말은 개정제(開井堤)에서 연유된다. 옥구군지에 재군 이십리 개정리(開井里)라고 하여 개정제가 있는데서 개정리의 명칭이 생겼고, 또 개정리에서 유래해 개정면과 개정동의 명칭이 생겼다.

## 연혁
- 1924년 6월 1일 : 배치간이역으로 영업 개시[1]
- 1944년 6월 15일 : 폐역[2]
- 1945년 3월 16일 : 무배치간이역으로 영업개시[3]
- 1972년 7월 20일 : 배치간이역에서 무배치간이역으로 변경[4]
- 1977년 5월 16일 : 수소화물 취급중지[5]
- 2008년 1월 1일 : 여객취급 중지
- 2010년 12월 11일 : 역사 철거
- 2022년 3월 6일 : 군산화물선 폐선으로 폐역

## 사진

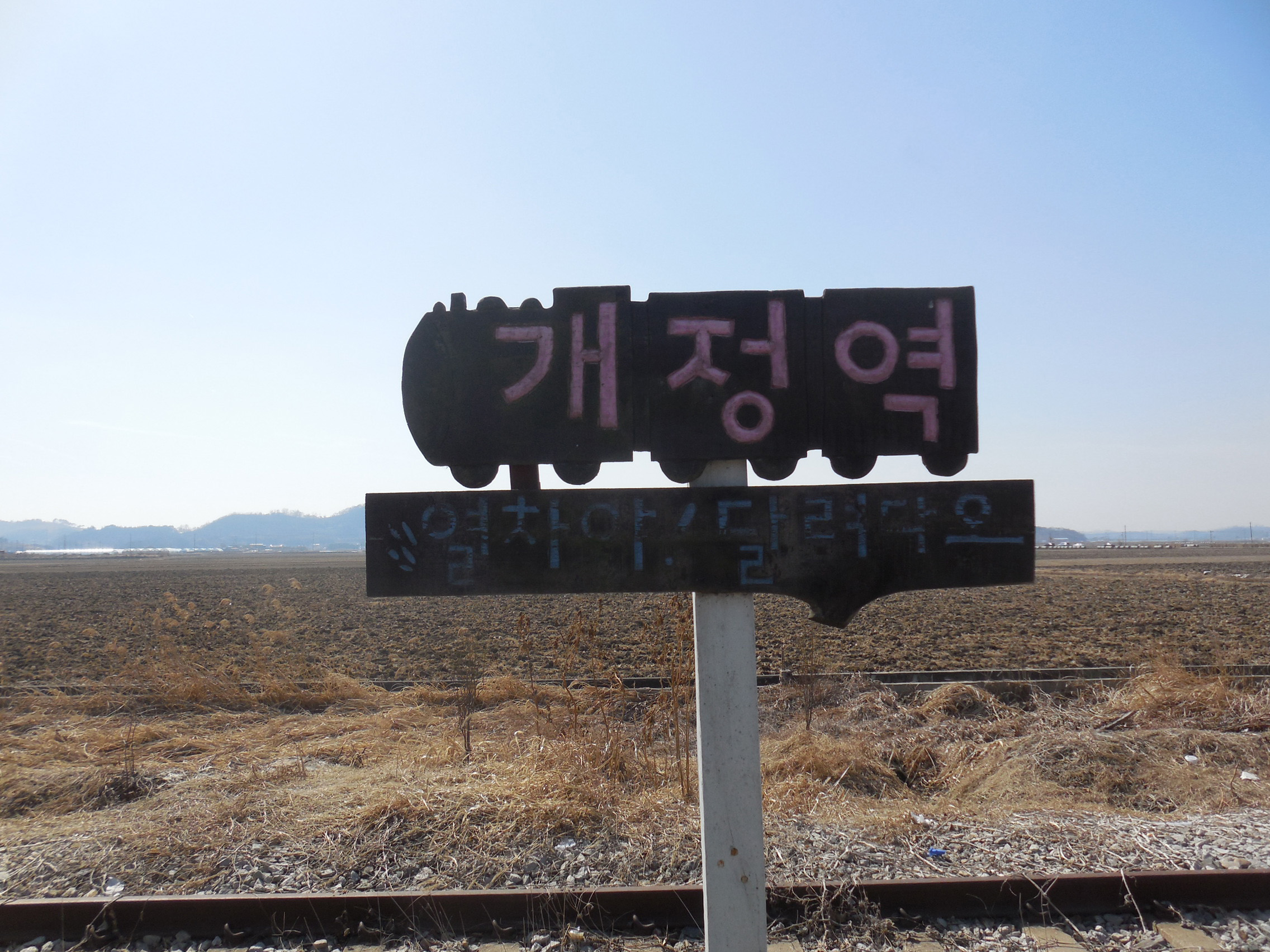
표지판
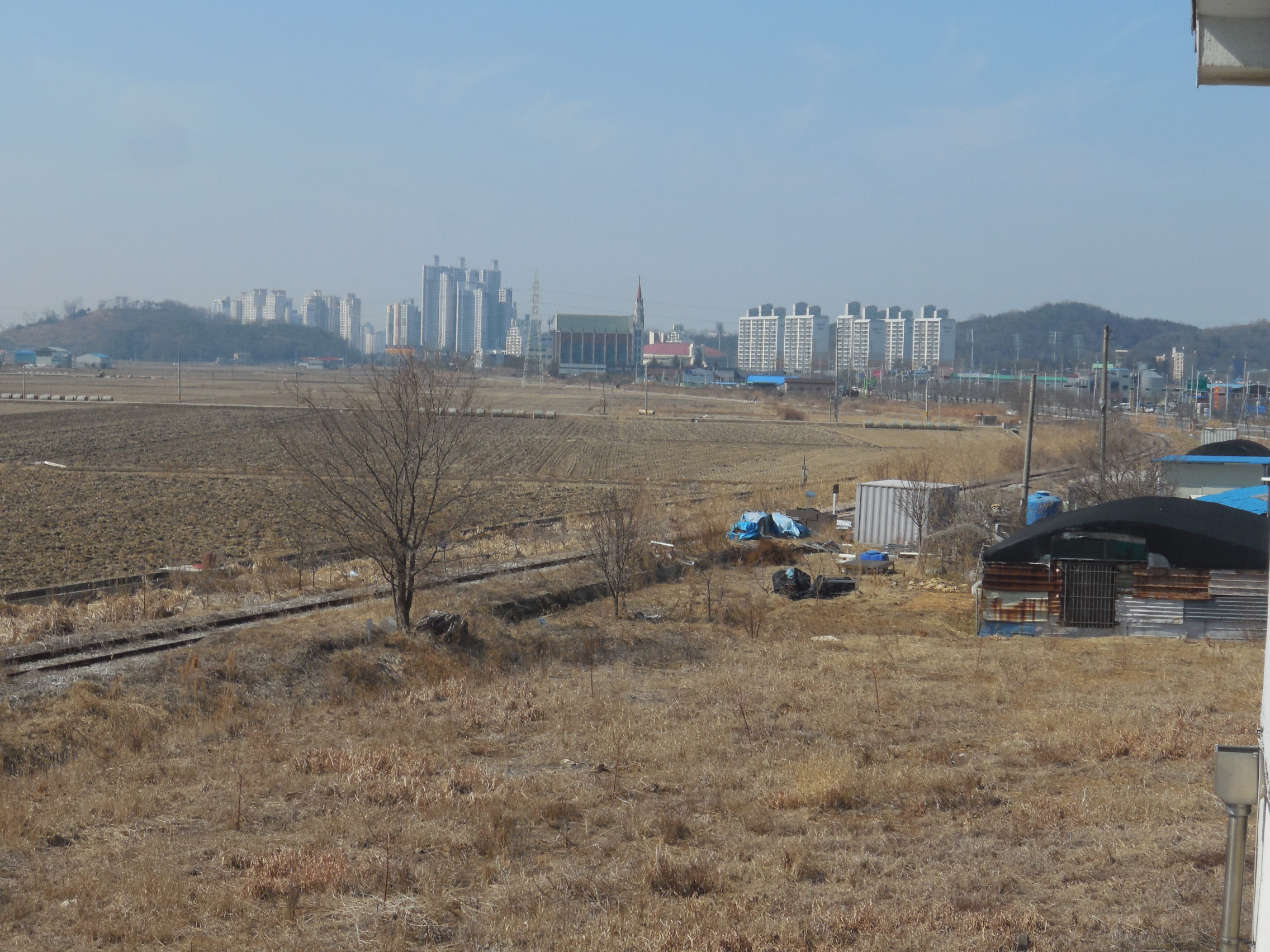
원경